# Ana Ristović

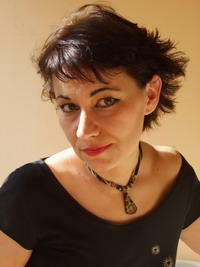
Ana Ristović

Ana Ristović (serbisch-kyrillisch Ана Ристовић, * 1972 in Belgrad) ist eine serbische Lyrikerin, von der ein Gedichtband in deutscher Übertragung erschien.

## Leben
Ana Ristović studierte in Belgrad die serbische Sprache, Literatur und Vergleichende Literaturwissenschaft. Sie veröffentlicht seit ihrer Jugend Gedichte und wurde mehrfach für ihre Lyrik ausgezeichnet. Auf Serbisch erschienen bisher fünf Gedichtbände von ihr. Ihre Texte wurden in mehrere Sprachen (Deutsch, Englisch, Slowakisch, Makedonisch, Slowenisch, Polnisch, Bulgarisch, Schwedisch und Finnisch) übertragen. Deutsche Übertragungen erschienen unter anderem in den Zeitschriften manuskripte, Akzente und Lichtungen. Außerdem erschien 2007 bei dem Salzburger Verlag Jung und Jung ein Band in deutscher Übertragung von Fabjan Hafner unter dem Titel So dunkel, so hell. Ana Ristović veröffentlicht auch Essays und Rezensionen und übersetzt aus dem Slowenischen und dem Makedonischen. Darüber hinaus war sie mehrere Jahre als Redakteurin der Kulturzeitschrift Balcanis tätig. Von 1998 bis 2004 lebte Ana Ristović in Ljubljana, seither lebt und arbeitet sie in Belgrad. Sie ist Mitglied im serbischen P.E.N.-Club. Ana Ristović ist Unterzeichnerin der 2017 veröffentlichten Deklaration zur gemeinsamen Sprache der Kroaten, Serben, Bosniaken und Montenegriner.

## Auszeichnungen
- 1994 Branko-Radičević-Preis für das beste serbische Lyrik-Debüt für Snovidna voda
- 2005 Hubert Burda Preis für junge osteuropäische Lyrik
- 2005 Aufenthaltsstipendium des Literarischen Colloquiums Berlin
- 2010 Milica Stojadinović Srpkina Preis